# Энкапуне-Я-Муто
Энкапуне-Я-Муто (англ. Enkapune Ya Muto, или англ. Twilight Cave — «Сумеречная пещера») — пещера, археологический памятник эпохи верхнего палеолита на холме Мау в Кении. Микролиты в пещере регулярно производились более 45 тысяч лет назад. Ожерелья из скорлупы яиц страуса с отверстиями, найденные здесь, датируются возрастом около 40 тыс. лет назад, и представляют собой один из древнейших образцов ювелирных украшений. Аналогичные украшения из пещеры Дипклоф в ЮАР датируются на 30—35 тыс. лет ранее.